# Escuela de Música Lamont
La Escuela de Música Lamont (en inglés: Lamont School of Music) es la escuela de artes de la Universidad de Denver, con sede en la ciudad de Denver, Colorado en EE. UU.. En 1941, la escuela se fusionó con la Universidad de Denver. A pesar de su separación del campus principal de la Universidad de Denver durante muchos años, la Escuela de Música de Lamont perseveró, y estaba lista para su expansión y desarrollo. Ambos siguieron con el nombramiento del quinto y actual director de la escuela, Joseph F. Docksey. En 1988, la Escuela de música Lamont tuvo  116 inscritos, tanto a nivel de pregrado como de postgrado; para el año 2001, la matrícula aumentó a 256; y en 2007, la escuela había alcanzado su límite de inscripción estratégica de 300 miembros.